# Metapelma taprobanae
Metapelma taprobanae är en stekelart som beskrevs av John Obadiah Westwood 1874. Metapelma taprobanae ingår i släktet Metapelma och familjen hoppglanssteklar.
Artens utbredningsområde är Sri Lanka. Inga underarter finns listade i Catalogue of Life.